# La Caisse oblongue
La Caisse oblongue (en anglais : The Oblong Box) est une nouvelle d'Edgar Allan Poe publiée pour la première fois en août 1844.

## Historique
Elle paraît en 1844 dans le Godey's Magazine and Lady's Book à Philadelphie et est reprise en 1859 dans le volume II (Poems And Tales) du recueil posthume The Works of the late Edgar Allan Poe chez Blakeman & Mason. Elle fait partie des vingt-cinq nouvelles qui n'ont pas été traduites par Charles Baudelaire.
Sa première traduction en français est de Émile Hennequin et est publiée chez Paul Ollendorff en 1882 dans un volume intitulé Contes grotesques.

## Résumé
Un homme, Cornelius Wyatt, transporte une mystérieuse boîte oblongue à bord du navire Indépendance. Passé le Cap Hatteras, le navire est endommagé par un ouragan : le Capitaine Hardy donne l'ordre d'évacuer mais Wyatt refuse et s'attache à la boîte avec une corde. Environ un mois après l'incident, le narrateur parvient à rencontrer le capitaine Hardy qui lui explique que la boîte était en fait un cercueil contenant le cadavre de la jeune femme de Wyatt récemment décédée...

## Adaptation
- Le Cercueil vivant, film britannique de Gordon Hessler, sorti en 1969, avec Vincent Price et Christopher Lee.